# Чає-Баґно
Чає-Баґно (пол. Czaje-Bagno) — село в Польщі, у гміні Цехановець Високомазовецького повіту Підляського воєводства.
Населення — 101 особа (2011).
У 1975-1998 роках село належало до Ломжинського воєводства.

## Демографія
Демографічна структура станом на 31 березня 2011 року:
|          | Загалом | Допрацездатний вік | Працездатний вік | Постпрацездатний вік |
| -------- | ------- | ------------------ | ---------------- | -------------------- |
| Чоловіки | 49      | 9                  | 34               | 6                    |
| Жінки    | 52      | 11                 | 32               | 9                    |
| Разом    | 101     | 20                 | 66               | 15                   |